# Cimetière de La Renaissance de Somain
Ne doit pas être confondu avec le cimetière de Somain.
Le cimetière de La Renaissance de Somain est un cimetière disparu situé au sud de la commune de Somain, dans le Nord, en France. Construit en 1928, mis en service en 1929, il remplace un premier cimetière mis en service en 1887. Il disparaît complètement en 1979 pour laisser place à la Sotexo, une manufacture de sièges automobiles, qui devient Sieto puis Toyota Boshoku Somain.

## Description
Un premier cimetière est mis en service en 1887 le long de la rue d'Aniche, actuelle rue André-Denimal. Après la Première Guerre mondiale, les usines sont reconstruites et modernisées. Le cimetière, trop petit, se trouve encerclé par les voies ferrées.
En 1928, un accord est trouvé entre la Compagnie des mines d'Aniche et la commune de Somain : cette dernière met à disposition un terrain d'environ 1 600 m2, tandis que la compagnie le clôture, l'aménage, y met en œuvre un chemin et prend en charge les frais de déplacement des corps depuis le premier cimetière.
C'est au début de l'année 1929 qu'ont lieu les premières inhumations. Après la Seconde Guerre mondiale et une nouvelle modernisation des installations industrielles, des mares à schlamms jouxtent le nord et l'est du cimetière à partir du début des années 1960. Des infiltrations d'eau noient les tombes. Les digues de ces mares sont consolidées, tandis que la pompe du cimetière est renforcée.
Les usines ferment dans les années 1970. Les installations, ainsi que le hameau, sont rasés à la fin de la décennie dans le but de créer la zone industrielle de La Renaissance, l'église l'ayant été en 1974. En 1978 il ne subsiste que le cimetière, dont la municipalité déclare la désaffection. Les familles doivent prévoir un nouveau lieu d'inhumation, généralement le cimetière de Somain et celui de Villers-Campeau. Les défunts des familles éteintes ou non identifiées sont déposés dans l'ossuaire du cimetière de Somain, situé dans la prolongation de la crypte de son monument aux morts.
Le cimetière de La Renaissance disparaît en 1979. C'est la Sotexo qui prend sa place, l'usine devient la Sieto, puis Toyota Boshoku Somain. Il ne subsiste plus aucune trace du cimetière.